# St. Moritz Energie
St. Moritz Energie (rätoromanisch San Murezzan Energia) ist ein lokal tätiges Energieversorgungsunternehmen und unselbständiger öffentlicher Betrieb der Gemeinde St. Moritz (Graubünden, Schweiz). Das Unternehmen betreibt ein eigenes Wasserkraftwerk und versorgt über das Stromnetz in den Gemeinden St. Moritz, Celerina und teilweise Champfèr rund 8000 Kunden.
Über einen Energieverbund versorgt das Unternehmen einen Teil von St. Moritz Bad auch mit Wärme aus erneuerbaren Quellen. St. Moritz Energie beschäftigt 26 Mitarbeiter – dazu kommen rund drei Lernende.

## Geschichte

### Vom ersten Elektrizitätswerk der Schweiz bis zum Verkauf der Aktiengesellschaft

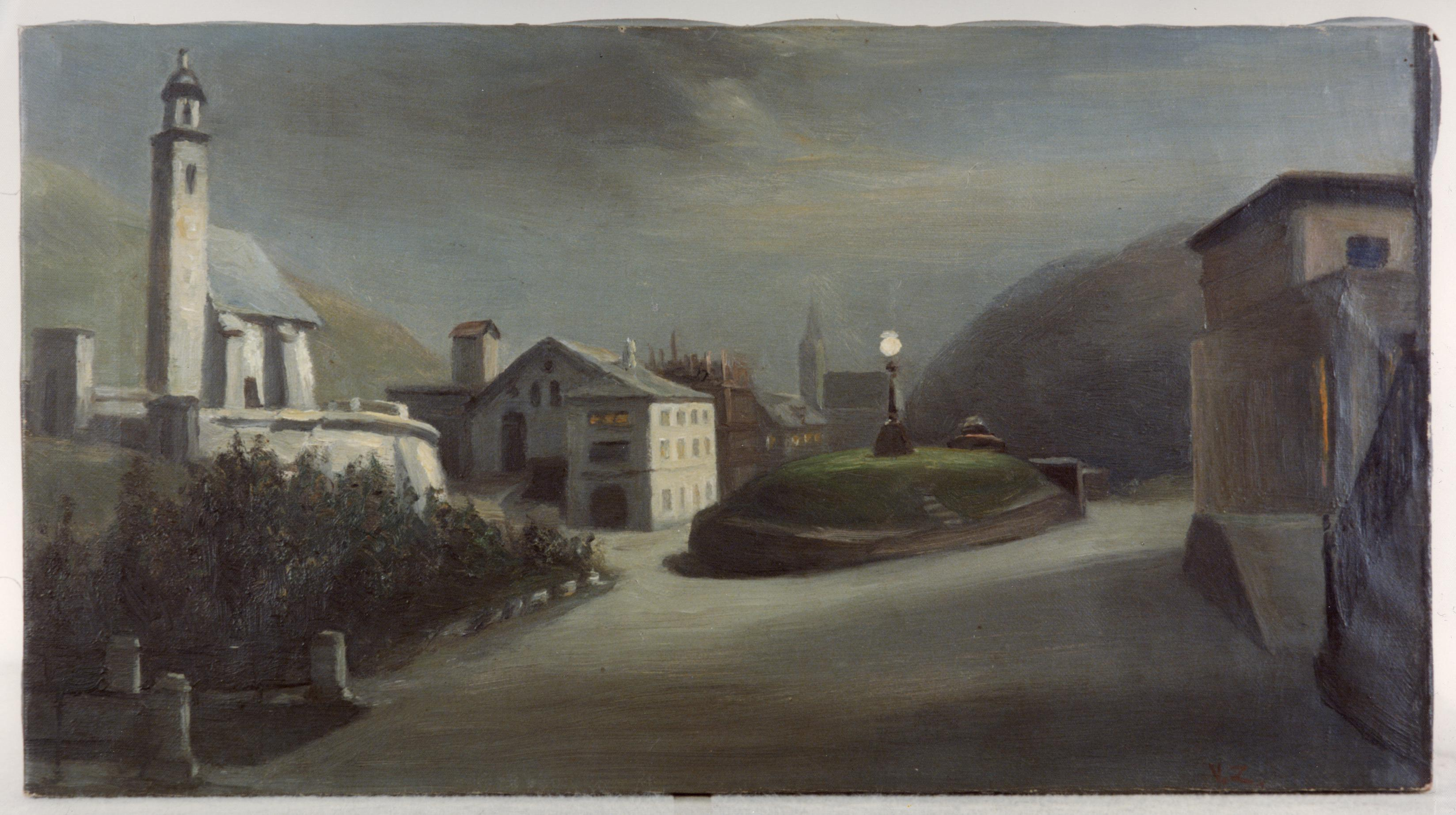
Das erste elektrische Licht auf dem Platz vor dem Kulm Hotel.

Das Unternehmen wurde unter dem Namen „Aktiengesellschaft für elektrische Beleuchtung“ 1891 gegründet. Die Gesellschaft entstand auf Wunsch der Gemeinde St. Moritz und eines „Initiativ-Comités“ unter der Federführung von Caspar Badrutt, Sohn des Bündner Hotelpioniers Johannes Badrutt. Dieser hatte bereits den Anstoss zur Elektrifizierung des Oberengadins gegeben, als er 1878 in der Schreinerei des Kulm Hotels ein durch die Wasserkraft des Brattasbaches angetriebenes kleines Kraftwerk installierte. Das Kraftwerk hatte eine Leistung von 4 PS und diente dazu, die erste Gleichstrom-Lichtbogen-Lampe der Schweiz in Betrieb zu nehmen. Die Inspiration für die Nutzung einer Beleuchtungsanlage nach dem sogenannten Jablochkoff-System hatte Johannes Badrutt 1878 an der internationalen Weltausstellung in Paris gehabt.

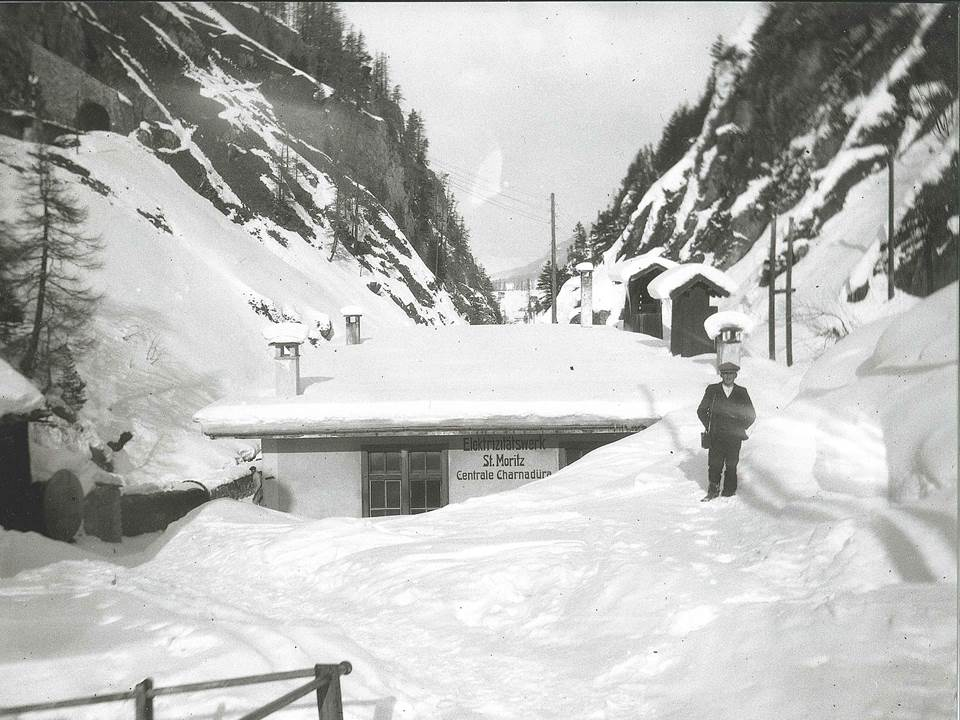
1912 übernimmt die AG für elektrische Beleuchtung St. Moritz das obere und das untere Kraftwerk in der Innschlucht. Mit dem Erwerb tragen beide Kraftwerke den Namen «Elektrizitätswerk der Gemeinde St. Moritz.»

Die Gesellschaft für elektrische Beleuchtung bezweckte die öffentliche Versorgung mit elektrischer Energie vorerst in St. Moritz, ab 1904 auch in der Nachbargemeinde Celerina. Wie der Name der Gesellschaft besagt, sollte sie anfänglich Strom für die elektrische Beleuchtung liefern.
Um das Projekt zu realisieren, erwarb 1891 die junge Aktiengesellschaft von der Gemeinde St. Moritz eine Wasserrechtskonzession zur Verwertung des Inngefälles zwischen dem St. Moritzersee und der Gemeindegrenze. Gemäss Konzessionsvertrag vom 10. Januar 1891 übertrug die Gemeinde St. Moritz das für die ganze Anlage erforderliche Gemeindeland und erhielt dafür einen jährlichen Pachtzins von „5 Franken per effektiv verwendete Pferdekraft“ sowie weitere Zulagen. Der Konzessionsvertrag dauerte 60 Jahre – die Gemeinde war aber berechtigt, bereits nach 20 Jahren das Unternehmen anzukaufen.
Im selben Jahr fing die Aktiengesellschaft mit den Bauarbeiten an einem neuen Kraftwerk in der Innschlucht an. Das Kraftwerk ging 1892 in Betrieb und lag oberhalb des 1887 von Johannes Badrutt privat gebauten Kulmwerks. Somit waren in der Innschlucht 1892 zwei Anlagen in Betrieb: ein «oberes» und ein «unteres» Kraftwerk. Dieses wurde 1912 von der Aktiengesellschaft erworben.

### Von der Eingliederung in die Gemeinde bis zum Ausbau des Kraftwerks Islas
1913 machte die Gemeinde St. Moritz ihr Rückkaufsrecht geltend und erwarb die zwei Wasserkraftanlagen der Aktiengesellschaft für 300’000 CHF. Gleichzeitig gründete sie am 1. April 1913 das Elektrizitätswerk St. Moritz als Nebenbetrieb.

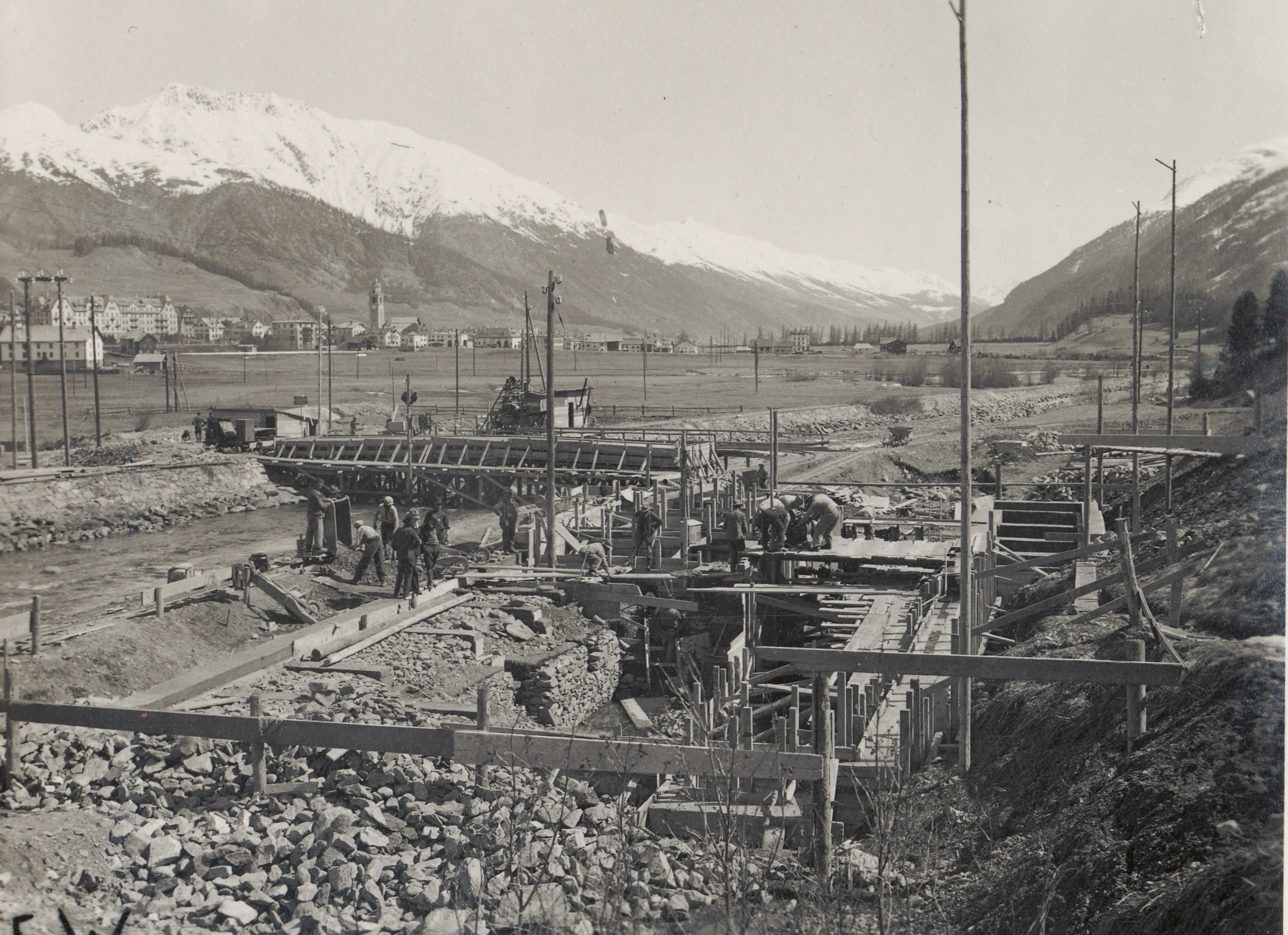
Das Kraftswerkgebäude liegt rechts vom Inn, und eine neue Eisenbetonbrücke stellt die Verbindung mit dem jenseitigen Ufer und der Zufahrtsstrasse her.

Die Jahre nach dem Ersten Weltkrieg waren im Oberengadin durch eine Konsolidierung im Elektrizitätssektor charakterisiert. Die Frage nach einer Fusion des EW St. Moritz mit anderen Gesellschaften fand erst 1923 mit der Gemeindeabstimmung ihren Abschluss als das Souverän sich für den Nichtverkauf der Gesellschaft entschied.
Anfangs der dreissiger Jahre entschied das EW St. Moritz, die über 40 Jahre alten Kraftwerke in der Innschlucht zu erneuern. Obwohl die 1929 beginnende Wirtschaftskrise den Ausbau der Bündner Wasserkraft bremste, bewilligten 1930 die Gemeinden St. Moritz und Celerina einen Kredit von anderthalb Millionen Franken für die Erstellung des neuen Kraftwerks Islas. Neben dieser Anlage nahmen in den Dreissigerjahren in Graubünden lediglich weitere drei Kraftwerke ihren Betrieb auf. Ausgenützt wurde das Gefälle zwischen dem St. Moritzersee und dem Ende der Innschlucht – genannt Islas – wo der Inn in die Ebene von Celerina mündet. Die Wasserfassung erfolgte beim Ausfluss des Inns aus dem See bei Punt da Piz. Die Wasserführung bis zur Zentrale geschah in einem überdeckten Kanal vom See bis zum Bergriegel. Von hier aus erfolgte die Wasserführung in einen Stollen bis zum Wasserschloss. Vom Wasserschloss führte eine Rohrdruckleitung zum Maschinenhaus Islas, wo das Wasser zwei Francisturbinen antrieb. 1938 kam eine dritte Turbine hinzu. Die Anlage hatte eine installierte Leistung von 3,5 MW.

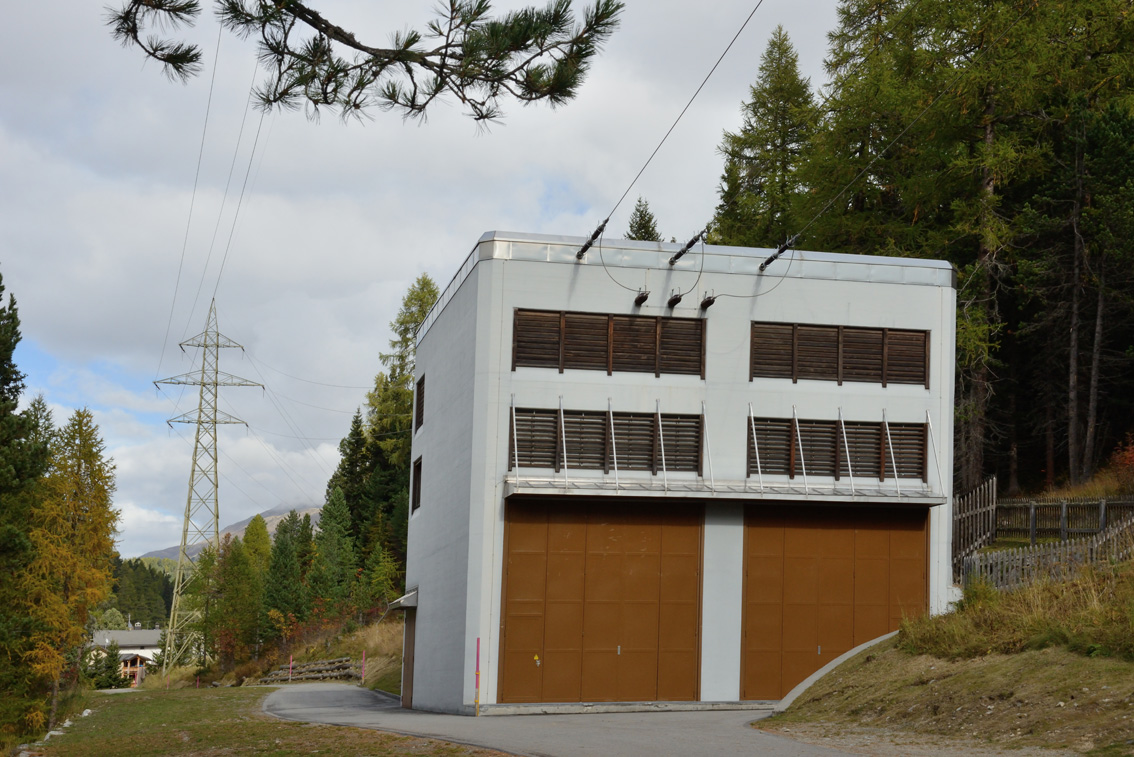
Das Unterwerk St. Moritz Bad erhöht die Versorgungssicherheit und garantiert einen reibungslosen Ablauf der Alpinen Skiweltmeisterschaften 1974.

### Vom Zweiten Weltkrieg bis zum Bau des neuen Verwaltungsgebäudes
Der Zweite Weltkrieg sorgte in der ganzen Schweiz für Energieknappheit. Der Bundesrat erliess zwei Beschlüsse, um die bisher noch nicht genutzten Gewässer zur Erhöhung der Winterproduktion zu fördern.
Um diesem Aufruf Folge zu leisten, einigten sich die Gemeinden St. Moritz, Stampa, Sils und Silvaplana darüber, die Oberengadiner-Seen als Ausgleichsbecken zu nutzen und somit die Winterproduktion des Kraftwerks Islas durch eine stärkere Wasserführung im Winter zu erhöhen. Die Abstimmung vom 14. und 15. Oktober 1944 in der Gemeinde St. Moritz über die Genehmigung der Verträge betreffend Nutzung und Regulierung der Oberengadiner Seen wurde deutlich angenommen. Die erforderlichen Bauarbeiten erfolgten im Sommer 1947 und umfassten die Erstellung von zwei Wehranlagen in Silvaplana-Champfèr und in Sils-Baselgia. Die Bauarbeiten für die Wasserspeicherung im Silser- und Silvaplanersee erhöhten die Winterproduktion 1947/48 von den früheren 80’000 kWh auf rund 520'000 kWh.
Der wirtschaftliche Aufschwung der sechziger Jahre erreichte auch das Engadin und als Antwort auf den steigenden Energieverbrauch baute das Elektrizitätswerk St. Moritz das neue Unterwerk Islas. 1962 nahm es den Betrieb auf. Um den reibungslosen Ablauf der Skiweltmeisterschaften zu ermöglichen, baute das EW St. Moritz im Jahr 1974 ein zweites Unterwerk in St. Moritz Bad.
Obwohl die Gesellschaft bereits 1971 ein neues Werkhof gebaut hatte, war dieses von der Verwaltung noch logistisch getrennt. Erst 1987, mit dem Bau des neuen Bürogebäudes Punt da Piz konnte der ganze Betrieb unter einem Dach vereinigt werden.

### Von der neuen Netzleitstelle bis heute
Nach rund zweijähriger Vorbereitungsphase wurde am 29. Februar 1992 die neue Netzleitstelle eröffnet. Dies ermöglichte, auch abgelegene Stationen rund um die Uhr zu überwachen und nötigenfalls ferngesteuert einzugreifen.

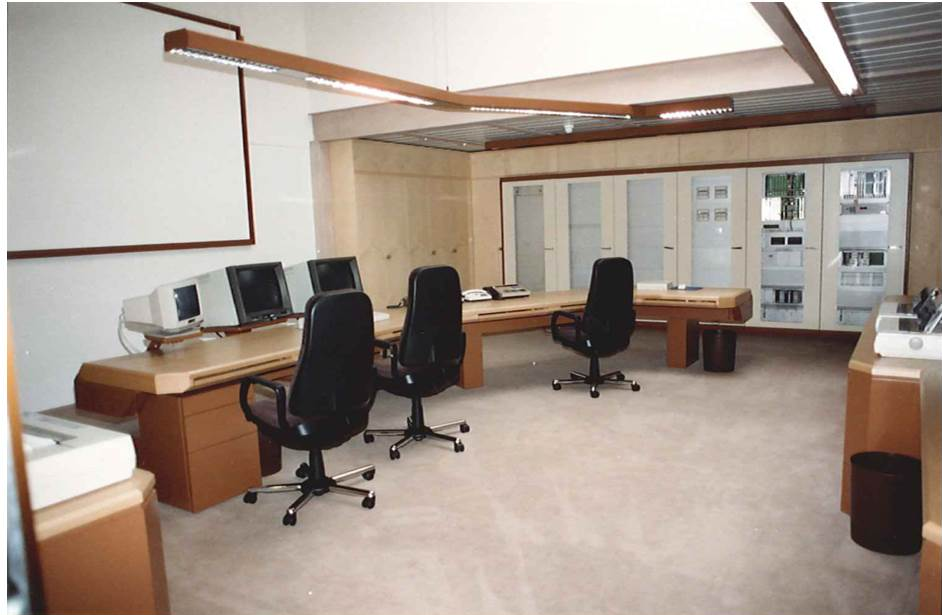
Die neue Netzleitstelle und die neue Betriebswarte wurden 1992 eingeweiht.

Bis 1996 versorgten auf dem Gemeindegebiet St. Moritz zwei Unternehmen ihre Stromkunden: das gemeindeeigene Elektrizitätswerk St. Moritz sowie die AG Bündner Kraftwerke. Diese Regelung ging auf das Jahr 1927 zurück, als die Gebiete Champfèr, Suvretta und Teile von St. Moritz-Bad der AG Bündner Kraftwerke, damals Rhätische Elektrizitäts-Gesellschaft, zugewiesen wurden. Nach der Kündigung des Konzessionsvertrags wurde mit der AG Bündner Kraftwerke eine neue Lösung gefunden, welche vorsah, dass das Elektrizitätswerk St. Moritz sein Versorgungsgebiet erweiterte und alle Anlageteile der Bündner Kraftwerke, die auf St. Moritzer Boden lagen übernahm.
1992 lief die 60-jährige Wasserrechtskonzession für das Kraftwerk Islas aus. Zudem stand ein grosser Teil der elektromechanischen Anlageteile seit der Inbetriebnahme der Zentrale unverändert in Betrieb und mussten erneuert werden. Verschiedene juristische und politische Abklärungen führten dazu, dass es weitere 13 Jahre dauerte, bis die neue Konzession erteilt wurde. 2007 begannen die Abbrucharbeiten. Die Sanierung des vor 75 Jahren erbauten Kraftwerks Islas dauerte neun Monate. Am 21. Dezember 2007 konnten die Maschinen planmässig ins Eigentum des Elektrizitätswerks St. Moritz übernommen werden. Offiziell ging das Kraftwerk am 1. Januar 2008 wieder in Betrieb.
Als «Energiestadt» bekennt sich St. Moritz zu einer nachhaltigen Energiepolitik und verpflichtet sich, auch im energetischen Bereich eine umweltbewusste Strategie zu verfolgen. Diese strategische Ausrichtung führte 2008 das Elektrizitätswerk St. Moritz dazu, seinen Namen in «St. Moritz Energie» zu wechseln und diesen Schritt durch ein zeitgemässes Logo zu kommunizieren.

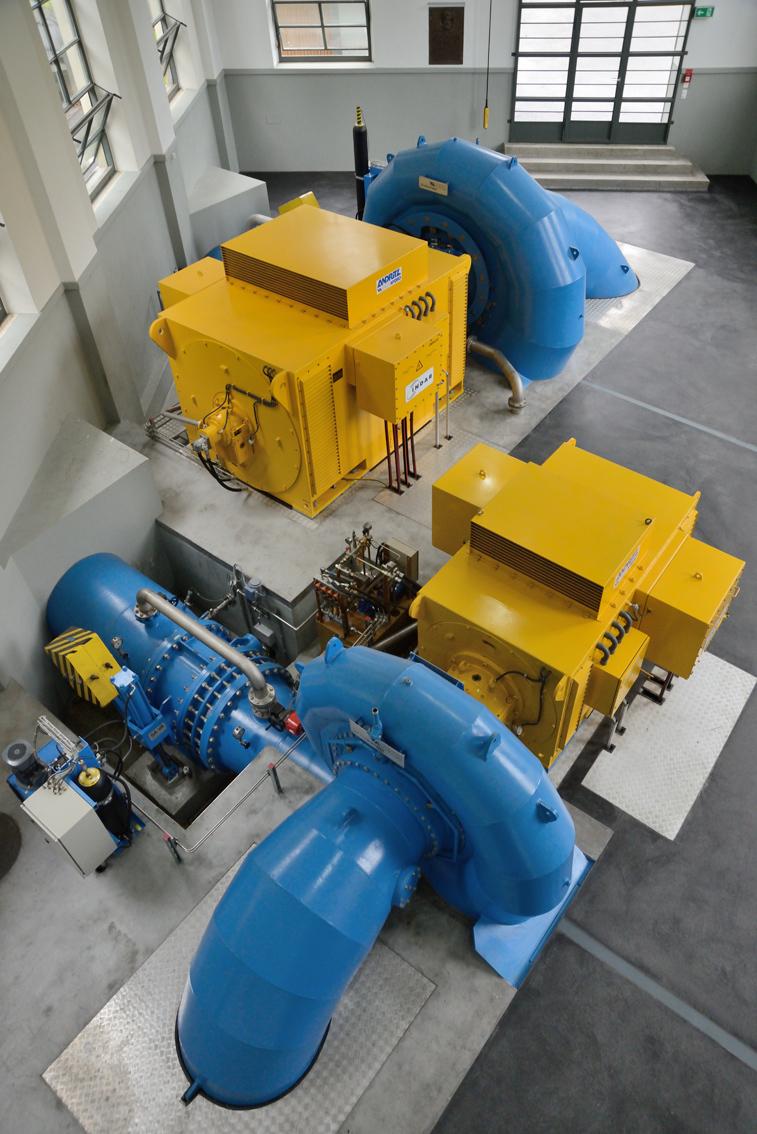
Innenansicht nach dem Umbau 2007.

2013 baute St. Moritz Energie den neuen Energieverbund St. Moritz Bad. Einzelne Gebäude, wie das neue Hallenbad Ovaverva, wurden an das Fernwärmenetz angeschlossen. Als Energiequelle dienen die Wärme des St. Moritzersees sowie die Abwärme der Eisarena Ludains. Folgende Gebäude sind an den Energieverbund angeschlossen: Hotel Reine Victoria, Hallenbad Ovaverva, St. Moritz Bäder AG, Kirche St. Karl, Malloth Holzbau AG, Coop Bellevue, Mehrfamilienhaus Bellaria.
Im Jahr 2016 wurde die Liegenschaft an der Via Signuria 5 umgebaut mit dem Ziel, zwei neue Wohngeschosse mit verschiedenen Wohnungen zu realisieren. Zudem wurden nebst Werkstatt und Magazin sind auch Teile der Verwaltung, hauptsächlich den Kundenempfang, komfortabler und attraktiver gestaltet worden.
Ein Jahr später hat St. Moritz Energie die Erneuerung des Unterwerkes Islas in Angriff genommen, um dieses auf den neuesten Stand der Technik zu bringen.

## Produktion
Dank dem Kraftwerk Islas produziert St. Moritz Energie rund 20 Prozent des Stromverbrauchs der Gemeinden St. Moritz und Celerina selber. Der andere Teil kauft St. Moritz Energie im Grosshandelsmarkt ein. Das Kraftwerk besteht aus drei mit Francisturbinen angetriebenen Maschinengruppen. Die kleinste Turbine dient als Dotiermaschine für die Abarbeitung des Restwassers, das vom Kraftwerk nach der Innschlucht abgegeben wird. Die Anlage nutzt eine Netto-Fallhöhe von 51 Meter und einen maximalen Durchfluss von 10'400 l/s. Die Gesamtleistung beträgt 4,4 MW, was einer durchschnittlichen Jahresproduktion von 17 GWh entspricht.
Neben dem Wasserkraftwerk Islas betreibt St. Moritz Energie eigene Photovoltaikanlagen mit einer Jahresproduktion von etwa 300 MWh.

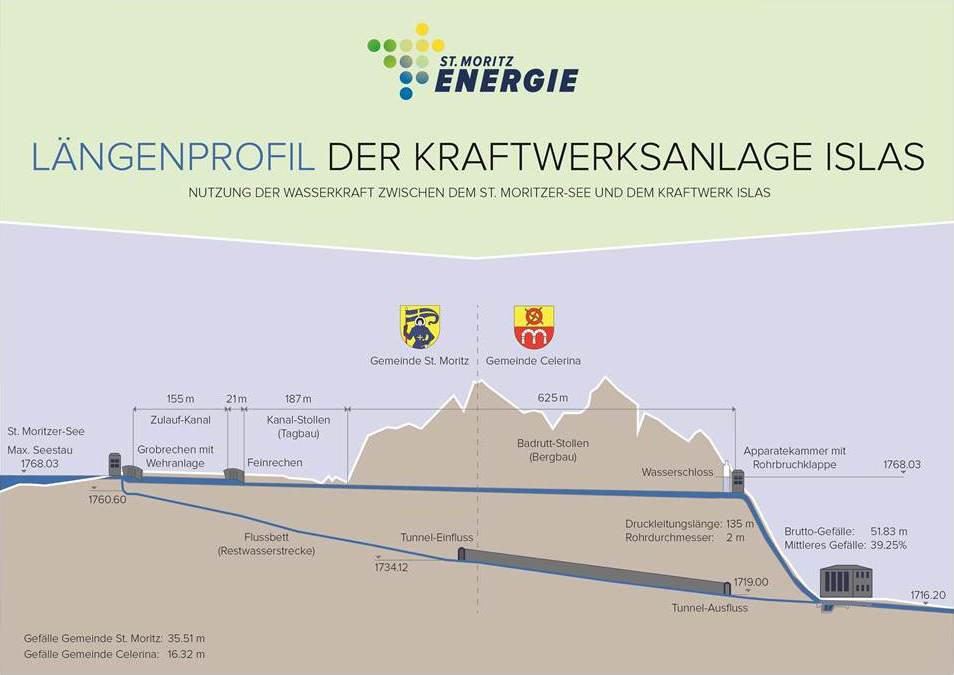
Der Zulaufkanal ist ein rechteckiger Betonkanal, welcher in die Schützenkammer ausmündet. Der Kanalstollen hat ein kreisrundes Profil und ist ca. 187 Meter lang.

## Vertrieb und Verteilung
Das Unternehmen ist mit rund 8000 Kunden ein bedeutender Stromversorger in Graubünden. Zum Kundenkreis zählen sowohl Haushalte, als auch KMU, Bergbahnen und die öffentliche Hand.
Zum Versorgungsgebiet von St. Moritz Energie gehören die Gemeinden St. Moritz, Celerina und Teile von Champfèr. Im Jahr 2023 betrug der Gesamtabsatz 108 GWh Elektrizität.
Der Strommix der St. Moritz Energie setzte sich im Jahr 2023 aus 21,0 % Kernkraft, 72.4 % Wasserkraft, 0,5 % Sonnenenergie und 6 % gefördertem Strom zusammen. Die grundversorgten Kunden erhalten Schweizer Wasserkraft mit mindestens 5 % Energie aus neu erneuerbaren Quellen.
Das Unternehmen ist im Bereich der elektrischen Mobilität aktiv und Mitglied der Verrechnungs- und Zahlungsplattform Ostmobil.

## Netz
Das Stromnetz von St. Moritz Energie befindet sich geographisch im Gebiet der Gemeinden St. Moritz und Celerina. Es umfasst die Netzebenen 5 und 7 sowie die entsprechenden Umspannebenen. St. Moritz Energie bezieht die elektrische Energie vom überregionalen Verteilnetz (Netzebene 3) in 60 kV und verteilt die Elektrizität im Versorgungsgebiet über zwei Unterwerke und über 100 Trafostationen.

## Energieverbund St. Moritz Bad
Als Gesamtenergieversorger hat St. Moritz Energie im Jahr 2014 einen Energieverbund in Betrieb genommen – und 2016 ausgebaut – um einen namhaften Teil von St. Moritz Bad mit Wärme aus erneuerbaren Quellen zu versorgen. Damit werden über 1 Million Liter Heizöl weniger verbrannt und ca. 4'000 Tonnen CO2 pro Jahr weniger emittiert. Für dieses Projekt hat St. Moritz Energie den Schweizer Solarpreis 2015 erhalten.
Neben dem Energieverbund betreibt die Gemeinde St. Moritz zwei andere Wärmepumpenanlagen: Die Kältemaschine für die Kunsteisbahn Ludains und die Wärmepumpenheizung beim Hallenbad Ovaverva. Durch den kombinierten Betrieb der drei Anlagen können bedeutende Synergiepotenziale genutzt werden.

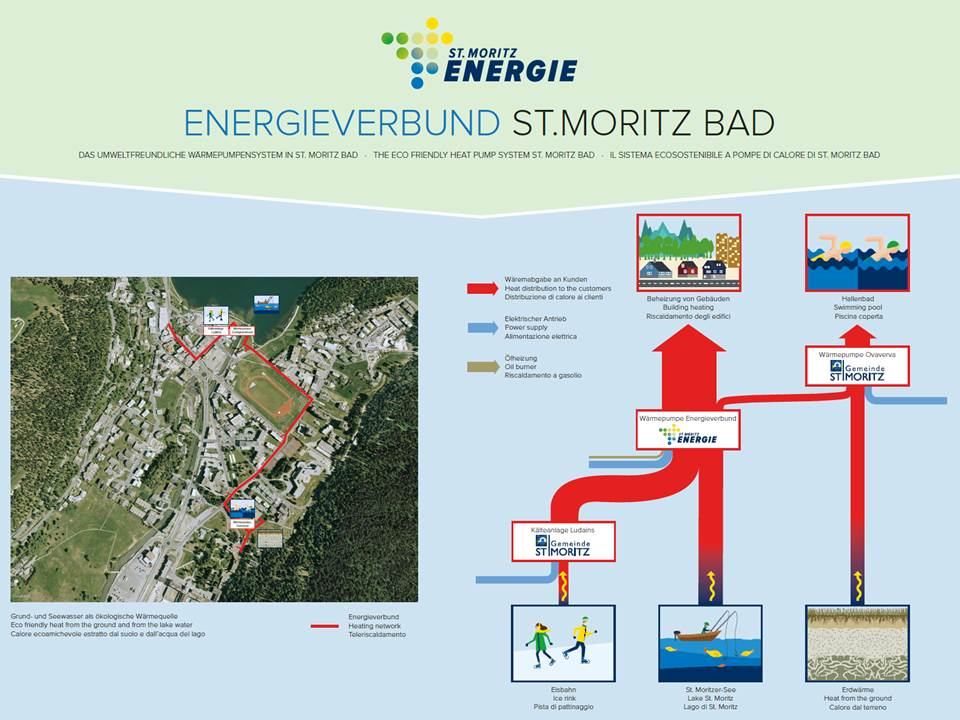
Das Energieverbundsystem St. Moritz Bad nutzt die Wärmepumpe der Eisarena Ludains, des Energieverbunds St. Moritz Bad und der Wärmepumpe des Hallenbads Ovaverva.